# Gusto (magazine)
Pour les articles homonymes, voir Gusto.
La revue Gusto est une revue trimestrielle française parue de 2002 à 2009, imaginée autour d'une inspiration de "culture et patrimoine gastronomique" fondée et dirigée par l'IEHCA en vue d'être l'outil de valorisation du projet d'inscription du Repas gastronomique des Français au patrimoine de l'Unesco et d'être le support de publication des actes du Forum Alimentation et Culture. 
Nombreux auteurs et intellectuels ont offert leur plume à cette revue parmi lesquels Jean-Robert Pitte, Hervé This, Pascal Ory, Jean-Pierre Poulain, Bruno Laurioux, Julia Csergo, Kilien Stengel, François Mailhes, Patrick Rambourg, Jean-Claude Ribaut, Gilles Fumey, Jean-Claude Renard, Chatel Tanet, Denis Sieffert, Tristan Hordé, Alexandre Diego Gary, Alain Bauer et Roger Dachez, Périco Légasse, Claudine Cohen, Thierry Illouz, Michelle Perrot, Dominique Dhombres,...